# 郭琦
郭琦（1995年1月27日—），江苏兴化人，中国女子国际象棋棋手，拥有国际大师与女子特级大师称号。
2011年，16岁的郭琦被国际棋联授予女子特级大师称号。2012年，她夺得了世界青年国际象棋锦标赛女子冠军 ，也是中国第四位世界青年女子冠军。2013年，被清华大学录取。2014年，又获国际棋联授予的国际大师称号。2016年，获全国国际象棋锦标赛女子冠军。此外，郭琦还作为中国队的成员参加过多项国际赛事，夺得过2013年世界女子团体亚军，2014年国际象棋奥林匹克女团银牌（并获个人台次银牌）、2016年国际象棋奥林匹克女团金牌（并获个人台次金牌）。

## 延伸阅读
[在维基数据编辑]
 《晉書·卷094》，出自房玄齡《晉書》
 在维基共享资源阅览影像